# Гастеруптииды
Гастеруптииды (лат. Gasteruptiidae) — семейство наездников подотряда стебельчатобрюхие из отряда перепончатокрылые насекомые.

## Описание
Длина тела как правило около 1 см (от 5 до 20 мм, как правило от 10 до 15 мм), с длинным и очень тонким в основании брюшком. Усики 14-члениковые у самок и 13-члениковые у самцов. Формула щупиков полная: 6,4. Взрослые особи встречаются на цветках зонтичных.
Паразиты-инкивилины или хищники пчёл и ос (Höppner, 1904; Malyshev, 1966; Carlson, 1979, Jennings and Austin, 2004). Разные авторы используют различные термины для обозначения образа жизни личинок этого семейства: вторичные клептопаразитоиды (secondary cleptoparasitoid как синоним для термина predator-inquiline; например, Valentine and Walker 1991) или эктопаразитоиды (как синоним для термина predator; например, Prinsloo 1985).

## Распространение
Всесветное. В Европе 1 род и около 30 видов, в Китае 28 видов, в Неотропике 26 видов.

## Палеонтология
Древнейшие находки гастеруптиид в узком смысле слова происходят из бирманского янтаря. Гастеруптииды, описывавшиеся из других мезозойских местонахождений, предположительно относятся к близкородственному семейству Aulacidae.

## Классификация
Мировая фауна включает 6 родов и около 500 видов, в Палеарктике — 1 род и около 70 видов. Фауна России включает 1 род и 29 видов наездников этого семейства.
- Gasteruptiinae Ashmead, 1900 — всесветное распространение
  - Gasteruption Latreille, 1777 (400 видов)
  - Plutofoenus Kieffer (Южная Америка, юг)
  - Spinolafoenus Macedo, 2009 (Чили)
  - Trilobitofoenus Macedo, 2009 (Центральная и Южная Америка)
- Hyptiogastrinae — Австралазия (86 видов) и Южная Америка (2 вида)[9]
  - Crassifoenus Crosskey, 1953
  - Eufoenus Szépligeti, 1903
  - Hyptiogaster Kieffer, 1903
  - Pseudofoenus Kieffer, 1902
- †Baissinae Rasnitsyn, 1975
  - †Aulocopsis Hong & Wang, 1990
  - †Humiryssus Lin, 1980
  - †Manlaya Rasnitsyn, 1980
  - †Tillywhimia Rasnitsyn & Jarzembowski, 1998
- †Kutujellitinae
- Incertae sedis
  - Aulacofoenus Kieffer, 1911
  - Dolichofoenus Kieffer, 1910
  - Hemifoenus Kieffer, 1911
  - Plutofoenus Kieffer, 1911
  - Trichofoenus Kieffer, 1910
  - Trigonofoenus Kieffer, 1911